# Pierre Step
Pierre Step, né Pierre Stéphany en 1925 à Chaineux (province de Liège) et mort le 1er février 2020, est un journaliste, historien, écrivain et scénariste de bande dessinée belge francophone.

## Biographie
Pierre Stéphany naît en 1925, à Chaineux,. Il commence une carrière de journaliste à l'âge de 20 ans. Selon Marc Pasteger du Soir Mag, il tient « magistralement » la chronique télé de La Libre Belgique. Pendant 20 ans, il couvre l'actualité de l'audiovisuel pour ce quotidien. Il multiplie ses contributions à différentes publications telles Le Patriote illustré, L’Éventail, Revue générale et Paris Match.
En 1955, il entame une collaboration dans les périodiques de bande dessinée en écrivant trois nouvelles pour le dessinateur Maurice Tillieux dans le Journal de Paddy dont le rédacteur en chef est Michel Greg.
En 1958, il entame une longue collaboration dans le journal Tintin en écrivant des nouvelles illustrées par les époux Liliane et Fred Funcken, Will, Jean Graton, François Craenhals, Géri, Raymond Macherot, Charles Jarry, Sidney, et des contes pour William Vance, Jacques Laudy et Fonske, ainsi que des rubriques rédactionnelles et de courts récits historiques et réalistes pour les dessinateurs Fernand Cheneval, Édouard Aidans, Albert Weinberg, Gérald Forton, Mazel, André Beckers, Eddy Paape, Hermann, Dany, Christian Denayer et Jeronaton. La collaboration avec cet hebdomadaire s'arrête en 1977. Quelques rares récits seront publiés tardivement dans des albums collectifs chez de petits éditeurs ou promotionnels comme Les Grandes Victoires de l'énergie chez Publiart en 1981.
En 1959, il livre quatre courts récits pour les dessinateurs Édouard Aidans, André Gaudelette et Francey dans Line. Il écrit également pour les dessinateurs Marc-René Novi et Claude-Henri. Il poursuit la collaboration avec ce périodique jusqu'en 1961 et il écrit quelques nouvelles illustrées par Aslan.
En 1964, il écrit un court récit de six pages pour Mister Kit dans Record.
En outre, il contribue comme historien à l'album collectif Il était une fois... Les Belges avec trois histoires : La Triste Histoire du sire de Bitremont (dessin : Jannin), Les Hauts et bas du professeur Piccard (dessin : Dupa) et Les 60 matches de l'union (dessin : Godi), publié aux éditions du Lombard en 1980,. puis, il s'éloigne de la bande dessinée. Il y revient par un essai historique L'Histoire de Belgique au fil de la BD de 1830 à nos jours publié par la maison d'édition Versant Sud en 2005. L'ouvrage est préfacé par Jean Auquier, directeur de la communication du Centre belge de la bande dessinée. 

### En littérature
En 1983, il écrit 1ère période: 1918-1929 ou l'après-guerre et 2ème période: 1930-1940 ou l'avant guerre, publiés dans la collection « Années '20 - '30 » aux éditions bruxelloises Legrain, réédités sous le titre Quand le siècle n'avait que 20 ans. Cet ouvrage lui vaut d'être récipiendaire du prix Carton de Wiart décerné par l'Académie royale de langue et de littérature françaises de Belgique la même année. Il est coauteur, avec René Haquin, d’un ouvrage consacré aux grandes affaires criminelles qui ont marqué la Belgique.
Comme historien, il écrit de très nombreux ouvrages qu'il signe de son vrai nom et dont le thème principal est l'histoire de la Belgique,,.
Il écrit par ailleurs dans Nouvelle Biographie nationale, tome 11 des biographies de personnalités belges décédées dont celle de Gérard Valet.
Passé l'âge de 90 ans, il continue d'écrire pour le Soir Mag.

### Décès
Il meurt le 1er février 2020, à l'âge de 94 ans,.

## Œuvre

### Publications
Liste non exhaustive
- Pierre Stéphany, Musées insolites de Belgique, Bruxelles, Rossel, coll. « Nouveaux guides de Belgique », 1976, 120 p. (OCLC 1400540418)
- 1ère période: 1918-1929 ou l'après-guerre, Bruxelles, Legrain, coll. « Années '20 - '30 » (no 1), 1983, 287 p. (OCLC 255232626)Prix Carton de Wiart 1983
- 2ème période: 1930-1940 ou l'avant guerre, Bruxelles, Legrain, coll. « Années '20 - '30 » (no 2), 1983, 286 p. (OCLC 255233341)Prix Carton de Wiart 1983
- André Gyselinx et Pierre Stéphany (préf. Georges-Henri Dumont), Quand "La Libre" s'appelait "Le Patriote" 1884-1914[22], Gembloux, Duculot, coll. « Document Duculot » (no 100), 1983, 173 p., ill. ; 24 cm (ISBN 2-8011-0472-8).
- Pierre Stéphany, 1940 : 366 jours d'histoire de la Belgique et d'ailleurs[23], Bruxelles, P. Legrain, 1990, 344 p. (OCLC 57966125).
- Pierre Stéphany, Le Monde de Pan : histoire drôle d'un drôle de journal, 1945-2002, Bruxelles, Éditions Racine, 2002, 361 p. (ISBN 978-2-87386-267-1, OCLC 57966125).
- Pierre Stéphany, 1000 photographies pour découvrir le XXe siècle des Belges, Tournai, La Renaissance du livre, 2002, 320 p. (ISBN 9782804606817, OCLC 495468883).
- René Haquin et Pierre Stéphany, Les Grands Dossiers criminels en Belgique, Bruxelles, Racine, 2005, 341 p. (ISBN 2-87386-437-0, OCLC 1400679895, présentation en ligne, lire en ligne).
- Marc Metdepenningen et Pierre Stéphany, Les Grands Dossiers criminels en Belgique, vol. 2, Bruxelles, Racine, 2007, 390 p., ill. ; 23 cm (ISBN 978-2-87386-508-5, OCLC 1400560183, présentation en ligne).
- Jean Auquier (préface), L'Expo 58 et les fifties, Louvain-la-Neuve, Versant Sud, coll. « Au fil de la BD », 2007, 140 p. (ISBN 9782930358345, OCLC 822607677)
- La Flandre aux Flamands : de 860 à 2008, Bruxelles, Racine éditions, 2008, 309 p. (ISBN 9782873865511, OCLC 470920120)
- 58 : l'expo, Bruxelles, Racine éditions, 2008, 159 p. (ISBN 9782873865450, OCLC 470920106)
- De le Bon à Leterme: les grandes dates de la petite Belgique, Bruxelles, Racine éditions, 2009, 309 p. (ISBN 9782873865887, OCLC 901811370)
- 1929, la première grande crise, Bruxelles, Ixelles éditions, 2009, 285 p. (ISBN 9782875150257, OCLC 642286544)
- 1944-1947 la guerre et après, Bruxelles, Ixelles éditions, 2011, 343 p. (ISBN 9782875151148, OCLC 758491720)
- Hitler et les siens, Bruxelles, Ixelles éditions, 2012, 333 p. (ISBN 9782875151520, OCLC 822590382)
- La Guerre perdue de 1940 10 mai - 25 juin : la bataille de France, Bruxelles, Ixelles éditions, 2013, 332 p. (ISBN 9782875151858, OCLC 867729410)
- Ardennes 44 la dernière offensive allemande, Bruxelles, Ixelles éditions, 2013, 376 p. (ISBN 9782875151964, OCLC 1400337570)
- C'étaient les poilus! des hommes ordinaires plongés dans l'enfer, Bruxelles, Ixelles éditions, 2014, 349 p. (ISBN 9782875152145, OCLC 892970600)
- Trois jours en mai 1945 : la fin de la guerre en Europe, Bruxelles, Ixelles éditions, 2015, 351 p. (ISBN 9782875152534, OCLC 919027671)
- De l'Yser à la prospérité les années 1920-1930 Tome 1, Neufchâteau, Éditions Weyrich, 2017, 173 p. (ISBN 9782874894510, OCLC 1400232329)
- À l'aube des grands bouleversements les années 1920-1930, Neufchâteau, Weyrich, coll. « La Belgique de l'entre-deux-guerres » (no 3), 2017, 187 p. (ISBN 9782874894534, OCLC 1400260349)
- Le Siècle en marche les années 1930-1940, Neufchâteau, Weyrich, coll. « La Belgique de l'entre-deux-guerres » (no 4), 2017, 243 p. (ISBN 9782874894541, OCLC 1400258889)
- Drames et tragédies belges les années 1930-1940, Neufchâteau, Weyrich, coll. « La Belgique de l'entre-deux-guerres » (no 5), 2017, 208 p. (ISBN 9782874894565, OCLC 1400246938)
- Le Dernier Été de la paix les années 1930-1940, Neufchâteau, Weyrich, coll. « La Belgique de l'entre-deux-guerres » (no 6), 2017, 216 p. (ISBN 9782874894572, OCLC 1400238674)
- L'Après-guerre le retour des populations, Longlier, Weyrich, coll. « La Belgique des années 50 » (no 1), 2018, 160 p. (ISBN 9782874894824, OCLC 1400263180)
- La Montée du changement, Longlier, Weyrich, coll. « La Belgique des années 50 » (no 2), 2018, 169 p. (ISBN 9782874894886, OCLC 1400566364)
- Ils ont égayé les années 50, Longlier, Weyrich, coll. « La Belgique des années 50 » (no 3), 2018, 211 p. (ISBN 9782874894893, OCLC 1400592496)
- Rien de va plus place au changement, Longlier, Weyrich, coll. « La Belgique des années 50 » (no 4), 2018, 157 p. (ISBN 9782874894909, OCLC 1400264496)
- En route vers les sixties, Longlier, Weyrich, coll. « La Belgique des années 50 » (no 5), 2018, 185 p. (ISBN 9782874894916, OCLC 1400577089)

#### Littérature jeunesse
- Pierre Stéphany et François Craenhals (ill.), Noël du monde entier : récits ..., Paris, Le Sénevé, 1978, 47 p., ill. ; 30 cm (ISBN 9782249900372, OCLC 461698455)

### Collectifs  de bande dessinée
- Les Grandes Victoires de l'énergie[8], Publiart, Bruxelles, 1981
Scénario : Yves Duval, Pierre Step et Jean-Claude Pasquiez - Dessin : collectif - Couleurs : quadrichromie,Contient : Mon patron s'appelait Edison, récit en 4 planches dessiné par Charles Jarry.
- Les Dalton, Bédéscope, Bruxelles, 1980
Scénario : Yves Duval, Jean-Claude Pasquiez et Pierre Step - Dessin : Hermann - Couleurs : noir et blanc,Participation : Les Dalton (6 planches) et La Première Chance de Louis Aarmstrong (4 planches).
- Alerte aux pirates, Bédéscope, 1980
Scénario : Yves Duval, Jean-Claude Pasquiez et Pierre Step - Dessin : Hermann
- Il était une fois... Les Belges[13],[14], éditions du Lombard, Bruxelles, 1980
Scénario : collectif dont Pierre Stéphany - Dessin et couleurs : collectif,Participation : La Triste Histoire du sire de Bitremont (dessin : Jannin), Les Hauts et bas du professeur Piccard (dessin : Dupa), Les 60 matches de l'union (dessin : Godi).
- 2003 : Histoires complètes 1962-63, Tout Vance t. 1, dessins William Vance, scénarios Yves Duval, André Fernez, Pierre Step, Le Lombard  (ISBN 2803618486)
- 2003 : Histoires complètes 1963-64, Tout Vance t. 3, dessins William Vance, scénarios Yves Duval, Pierre Step, Le Lombard  (ISBN 2803618745)

- Les Inédits de Dany, BD Must, Bruxelles, septembre 2023
Scénario : collectif dont Pierre Step - Dessin : Dany - Couleurs : quadrichromie -  (ISBN 978-2-87535-894-3),

### Essais
- L'Histoire de Belgique au fil de la BD de 1830 à nos jours[16], Versant Sud, Louvain-la-Neuve, juin 2005
Scénario : Pierre Stéphany - Dessin et couleurs : collectif -  (ISBN 2-930358-26-2)

## Prix et distinctions
- 1983 :  prix Carton de Wiart décerné par l'Académie royale de langue et de littérature françaises de Belgique pour Quand le siècle n'avait que 20 ans[17].

#### Livres
: document utilisé comme source pour la rédaction de cet article.
- Jean Van Hamme, Introduction à la bande dessinée belge, Bruxelles, Bibliothèque royale de Belgique, 1968, 80 p., ill. ; 26 cm (lire en ligne), p. 45[catalogue] publié à l'occasion de l'exposition La bande dessinée en Belgique, Bibliothèque Albert Ier, [Bruxelles], du 29 juin au 25 août 1968.
- Jean-Louis Lechat, Un demi-siècle d’aventures t. 2 : 1970 - 1996, Bruxelles, Le Lombard, 5 décembre 1996, 224 p., ill. ; 31 cm (ISBN 280361233X, OCLC 37995939, BNF 37539082, présentation en ligne), p. 15, 19.
- Philippe Mellot, Michel Denni, Laurent Turpin et Isabelle Morzadec, Trésors de la bande dessinée : BDM 2023-2024 - Catalogue encyclopédique et Argus, Paris, Les Arènes, novembre 2022, 23e éd., 1677 p., ill. ; 23 cm (ISBN 9791037507280, OCLC 1351462460, présentation en ligne), p. 261. .

#### Périodiques
- Pierre Stéphany, « L’ancien journaliste Pierre Stéphany nous raconte sa Libération », Soir Mag,‎ 14 août 2019 (lire en ligne, consulté le 7 novembre 2023).